# Sinapsă electrică

Schema unei sinapse electrice

Sinapsa electrică este  alcatuita din doua celule de aceleasi dimensiuni, care sunt alipite in zonele lor de rezistenta minima.
Metodă de transmitere a impulsului este trecerea ionilor si moleculelor prin aceste locuri de jonctiune numite GAP-uri  (growth associated protein, tunele proteice, care permit schimburi de substante si impuls intre celule) . Conducerea impulsului in sinapsele electrice este bidirectionala. Se gasesc la nivelul miocardului, muschiului neted, dar si in anumite regiuni din creier.